# Haute École provinciale de Hainaut Condorcet
De Haute École provinciale de Hainaut Condorcet (HEPH Condorcet) is een Belgische hogeschool ontstaan in september 2009 uit de fusie van drie Franstalige hogescholen met vestigingen in de provincie Henegouwen, te weten de Haute École Provinciale Mons-Borinage-Centre (HEPMBC), de Haute École Provinciale du Hainaut Occidental (HEPHO) en de Haute École Provinciale Charleroi-Université du travail (HEPCUT).  Gecombineerd heeft de hogeschool meer dan 8000 studenten, 700 docenten en leden van het administratief personeel.
De hogeschool heeft campussen in de volgende steden en gemeenten: Bergen, Morlanwelz, Saint-Ghislain, Aat, Moeskroen, Doornik en Charleroi.